# Szkoła katolicka
Szkoła katolicka – szkoła kierowana przez kompetentną władzę kościelną (np. biskupa) albo kościelną osobę prawną publiczną (diecezję, parafię, zgromadzenie zakonne) lub która została uznana za taką przez władzę kościelną w pisemnym dokumencie. Nauczanie i wychowanie powinny się opierać na zasadach chrześcijańskiej doktryny, a wykładowcy mają się odznaczać zdrową nauką i prawością życia. Jednak powyższe warunki nie są wystarczające żeby używać nazwy szkoła katolicka - do tego niezbędna jest także zgoda kompetentnej władzy kościelnej (kan. 803 KPKan).  
Konferencja Episkopatu Polski wydała wytyczne dotyczące szkół katolickich, zgodnie z którymi wszystkie szkoły katolickie w Polsce są zrzeszone w Radzie Szkół Katolickich.